# Alopecosa taeniata
Alopecosa taeniata es una especie de araña araneomorfa del género Alopecosa, familia Lycosidae. Fue descrita científicamente por C. L. Koch en 1835.
Habita en Europa, Rusia (Europa al sur de Siberia).